# NE-WS 89.4
NE-WS 89.4 ist ein Lokalradio im Rhein-Kreis Neuss. Es ging am 1. Dezember 1990 auf Sendung und bekam seine Lizenz von der LfM.

## Programm
NE-WS 89.4 sendet in der Woche täglich über acht Stunden Lokalprogramm. Dazu gehört die Morgensendung mit den Moderatoren Maik Kivelip und Timo Gerke morgens zwischen 6 und 10 Uhr sowie die Nachmittagssendung zwischen 14 und 18 Uhr. Außerdem lässt NE-WS 89.4 auf seinen Frequenzen gemäß den gesetzlichen Bestimmungen Bürgerfunk ausstrahlen. Diesen kann man abends von 20 bis 21 Uhr hören. Das Restprogramm und die Nachrichten zur vollen Stunde werden vom Mantelprogrammanbieter Radio NRW übernommen. Als Gegenleistung sendet NE-WS 89.4 stündlich einen Werbeblock von Radio NRW. Während des Lokalprogramms sendet das Lokalradio zu jeder halben Stunde drei- bis fünfminütige Lokalnachrichten. Außerdem hört man auf NE-WS 89.4 während des Lokalprogramms zu jeder halben und zu jeder vollen Stunde lokale Wetter- und Verkehrsinformationen.

## Mitarbeiter
Ehemalige und aktuelle Moderatoren
- Michelle Fausten
- Timo Gerke
- Kati Grootens
- Philipp Lessig
- Julia Knuppertz
- Rahaf Al Hamdan
- Sabrina Wegner
- Michael Höing
- Lars Hasenbein
- Sebastian Raab
- Marc Pesch
- José Narciandi
- Marion Cürlis
- Tony Kaufmann
- Frank Gazon
- Günther vom Dorp

Chefredakteure
- Tony Kaufmann 2017–
- Marcel Sturm 2011–2017
- Stefan Cornelissen 2008–2011
- Andreas Struppe 2004–2007
- Michael Mennicken 2000–2004
- Stefan Pesch 1997–2000
- Birgit Wilms 1992–1997
- Hans Rütten 1990–1992

## Reichweite
Der Lokalsender erreichte bei der E.M.A. 2017 I in der Zielgruppe 14–49 rund 35 % Hörer.

## Unternehmen
Die Vermarktungsaufgaben im Bereich Radio-Werbung sind in lokal, überregional und landesweit unterteilt.
Das Lokalradio im Rhein-Kreis Neuss unterhält eine eigene Vermarktungsabteilung, die sich auf die lokalen Kunden und lokale Kampagnen konzentriert.
Überregional ist die Vermarktung an die Pressefunk Düsseldorf GmbH ausgelagert, die im Vermarktungsbereich auch weitere Lokalradios im Ballungsraum Düsseldorf betreut. Zu diesen zählen: Antenne Düsseldorf, Radio 90,1 Mönchengladbach, Radio Wuppertal, Welle Niederrhein, Antenne Niederrhein, Radio Neandertal und Radio RSG. Landesweite Kampagnen und Kunden werden von Radio NRW in Oberhausen betreut.

## Empfang
NE-WS 89.4 ist im gesamten Rhein-Kreis Neuss über die UKW-Frequenz 89,4 MHz zu hören. Sendestandort ist heute der Rheinturm in Düsseldorf, der Sender wird mit einer Sendeleistung von 1 kW betrieben. Bis 1996 wurde NE-WS 89.4 vom Fernmeldeturm Willich-Schiefbahn mit 200 Watt ausgestrahlt. Durch die Verlagerung hat sich die Reichweite des Senders seitdem immens vergrößert, im Osten ist der Empfang etwa bis Ratingen möglich, im Westen ist NE-WS 89.4 auch im niederländischen Venlo noch gut zu hören und im Süden noch gut bis in die Nordeifel. Der RDS-Code ist heute „NEWS89,4“.
Für Grevenbroich und die südlichen Teile des Rhein-Kreises Neuss wird die Stützfrequenz 102,1 MHz betrieben, sie wird vom Fernmeldeturm Grevenbroich-Süd mit einer Sendeleistung von 250 Watt ausgestrahlt. Nach der Verlagerung der 89,4 MHz gab es im Jahr 1999 Pläne, die Grevenbroicher Frequenz abzuschalten. Für wenige Tage war eine Ansageschleife zu hören, aufgrund von Hörerreaktionen wurde das Programm aber wieder aufgeschaltet. Die Frequenz ist unglücklich gewählt, da schon in Teilen des Gemeindegebietes von Rommerskirchen auf der 102.1 MHz RPR1 Studio Trier vom hochgelegenen Scharteberg/Eifel den Lokalfunker aus Grevenbroich überlagert oder stört. Im Südwesten auf der A44, hinter Jüchen, an der Grenze zum Kreis Düren wird NE-WS 89.4 auf seiner Hauptfrequenz bereits verdrängt von Class.21 aus Welkenraedt/Belgien.
Seit Mai 2016 wird der Betrieb der UKW-Frequenzen Uplink Network aus Düsseldorf verantwortet, der im Rahmen einer Marktliberalisierung den Bundespost-Nachfolger Media Broadcast ersetzt.